# Upper Swell
Upper Swell är en by i civil parish Swell, i distriktet Cotswold, i grevskapet Gloucestershire i England. Byn är belägen 28 km från Cirencester. Upper Swell var en civil parish fram till 1935 när blev den en del av Swell och Stow on the Wold. Civil parish hade 97 invånare år 1931. Byn nämndes i Domedagsboken (Domesday Book) år 1086, och kallades då Su(u)elle.